# Fernando Pires Vaz
Fernando Pires Vaz (Rio de Janeiro, 16 de fevereiro de 1943) é um médico brasileiro.
Foi eleito membro da Academia Nacional de Medicina em 1995, ocupando a Cadeira 69, da qual Alberto Ribeiro de Oliveira Mota é o patrono.